# Виктория Парис
Вижте пояснителната страница за други личности с името Виктория.
Виктория Парис (на английски: Victoria Paris) е американска порнографска актриса.

## Биография
Родена е на 22 ноември 1960 г. в Грейт Фолс, щата Монтана, САЩ.
Завършва „Държавния университет на Монтана“ със специалност по диетология. След дипломирането си, през 1987 г., се премества в Лос Анджелис, където работи като секретарка, а по-късно се изявява в калната борба в „Холивуд Тропикана“. След това започва да прави голи фотосесии за списания като „Хъслър“, „Хай Сосайъти“ и европейското издание на „Пентхаус“.
През 1988 г. се снима в първия си филм за възрастни – „Girls of Double D 7“. Първата ѝ главна роля в порнографски филм е в „Live In, Love In“ (1989).
От 2002 г. е по-малко активна в порнографската индустрия, като се ограничава до снимки за нейния сайт, танци, и няколко момиче-момиче сцени, най-вече с приятелката си Ашлин Гиър.

## Награди
- 1990: AVN награда за най-добра нова звезда.[2][3]
- 1997: AVN зала на славата.[1][2]